# 長口宮吉
長口 宮吉（おさぐち みやきち、1892年4月22日 - 1962年4月10日）は、日本の写真化学技術者。

## 来歴
1892年（明治25年）4月22日、現在の静岡県伊豆市小下田に生まれる。東京薬学校（東京薬科大学の前身の一つ）を1914年に卒業した。その後、東京美術学校（現在の東京芸術大学）助手を経て、東京高等工芸学校（現在の千葉大学工学部）教授を務めた。1933年（昭和8年）、日本最初の色彩写真を完成する。この方式は長口式天然写真として特許となり現代カラー写真の礎を築く。
1939年（昭和14年）、富士写真フイルムに入社する。同社では技師を務め、カラーフィルム（フジカラー）の開発に成功した。
1950年（昭和25年）に日本最初のカラー写真制作会社となる日本天然色写真を創設し、社長としてその経営に当たる。以来、カラー写真技術の開発、普及等に数多くの業績を残し、1962年（昭和37年）4月10日に死去。享年69。
没後、長口の功績を称え出身地の旧土肥町では「長口宮吉写真コンテスト」を開催して入選作品を観光ポスター、観光絵はがきに使用したほか伊豆市になってからは2010年（平成22年）から2019年（令和元年）まで「伊豆市を彩る（色撮る）写真コンテスト」を開催して「長口宮吉賞」を大賞として表彰した。最終年となる2019年（第10回）は、駿河湾フェリー清水マリンターミナル、伊豆市友好都市である平塚市役所でも入選作品を展示した。
長口に関する写真、著書等は、現在伊豆市小下田の最福寺内の郷土資料館「夢の実現堂」に同郷の囲碁棋士本因坊秀和と同時に展示されている。

## 主な著作
- 『最新写真科学大系』〈第1 - 7〉誠文堂新光社、1935年
- 『写真薬品の知識』〈アサヒカメラ業書〉朝日新聞社、1936年
- 『写真化学』南江堂出版、1938年
- 『天然色写真』廣川書店、1950年
- 『写真及印刷材料化学』産業図書、1982年